# Nickelodeon Kids’ Choice Awards 2023
Die Nickelodeon Kids’ Choice Awards 2023 (KCA) fanden am 4. März 2023 im Microsoft Theater in Los Angeles, Kalifornien statt. Es ist die 36. US-amerikanische Preisverleihung des Blimps. Dies sind orangefarbene, zeppelinförmige Trophäen mit dem Logo des Senders Nickelodeon, die in 31 Kategorien vergeben wurden. International wurden weitere Kategorien gekürt – so im deutschsprachigen Raum für den Lieblings-Sänger, Lieblings-Social-Media-Star, Lieblings-Social-Media-Newcomer, Lieblings-Ohrwurm und für die Lieblings-Crew. Der Moderator der Verleihung ist Nate Burleson, mit Charli D’Amelio als Co-Moderatorin. Im deutschsprachigen Raum fand die Verleihung am 7. März 2023 statt, sie wurde von den Elevator Boys moderiert.

## Auftritte

### Musik-Auftritte
Am 22. Februar gab Nickelodeon bekannt, dass Bebe Rexha die Haupt Performance mit I’m Good (Blue) bei den Kids’ Choice Awards 2023 sein wird, außerdem werden That Girl Lay Lay und Young Dylan auftreten, die ihren gemeinsamen Song I Just Wanna performen werden. Lil Baby wird seinen Song California Breeze spielen.

### Gäste
(Quelle:)
- Adam Sandler
- Anthony Ramos
- Austin Creed
- Awkwafina
- Becky Lynch
- Bella Poarch
- Bianca Belair
- Brent Rivera
- Case Walker
- Ceci Balagot
- Chris Pine
- Cooper Barnes
- Dangmattsmith
- Diego Velázquez
- Dixie D’Amelio
- Dominique Fishback
- Dove Cameron
- Dwayne Johnson
- Gabrielle Nevaeh Green
- Halle Bailey
- Jace Norman
- Jack Griffo
- Jenna Ortega
- Keegan-Michael Key
- Kelly Rowland
- Kel Mitchell
- Kira Kosarin
- Kofi
- Laci Mosley
- Lexi Rivera
- Lilly Singh
- Lil Uzi Vert
- Markell Washington
- Melissa McCarthy
- Miia Harris
- Michael Le
- Miranda Cosgrove
- MrBeast
- Nayah Damsen
- Olivia Rodrigo
- Optimus Prime
- Pete Davidson
- Peyton List
- Pierson Wodzynski
- Pressley Hosbach
- Riele Downs
- Rosa Blast
- Sean Ryan Fox
- Seth Rogen
- That Girl Lay Lay
- The New Day
  - Xavier Woods
  - Big E
  - Kofi Kingston

## Kategorien
Die Nominierungen wurden am 31. Januar 2023 bekannt gegeben. Seit diesem Tag können Kinder und Jugendliche über die Internetseite von Nickelodeon, die Nick-App, Twitter und Facebook für ihre Kandidaten abstimmen. In Deutschland, Österreich und der Schweiz wurde das Voting am 24. Februar 2023 beendet. Am 4. März wurden während der Show, die Gewinner der Kids’ Choice Awards 2023 bekanntgeben. Der Sender gab die Gewinner der Kategorie Lieblings-TV-Kinderserie bereits im Orange-Carpet-YouTube-Livestream bekannt.

### Fernsehen
| - Cosmo & Wanda: Wenn Elfen weiterhelfen - Are You Afraid of the Dark? - Zuhause bei Raven - High School Musical: Das Musical: Die Serie - The Really Loud House - Ein Mädchen namens Lay Lay - Ms. Marvel - Mighty Ducks: Game Changer - Joshua Bassett – High School Musical: Das Musical: Die Serie - Tyler Wladis – Cosmo & Wanda: Wenn Elfen weiterhelfen - Brady Noon – Mighty Ducks: Game Changer - Wolfgang Schaeffer – The Really Loud House - Young Dylan – Tyler Perry’s Young Dylan - Israel Johnson – Camp Kikiwaka - Olivia Rodrigo – High School Musical: Das Musical: Die Serie - Raven-Symoné – Zuhause bei Raven - Imogen Cohen – Cosmo & Wanda: Wenn Elfen weiterhelfen - Audrey Grace Marshall – Cosmo & Wanda: Wenn Elfen weiterhelfen - Sofia Wylie – High School Musical: Das Musical: Die Serie - Ein Mädchen namens Lay Lay – Ein Mädchen namens Lay Lay - SpongeBob Schwammkopf - Teen Titans Go! - Rugrats - Willkommen bei den Louds - Jurassic World: Neue Abenteuer - Die Schlümpfe | - Wednesday - Stranger Things - iCarly - Cobra Kai - Young Sheldon - She-Hulk: Die Anwältin - Young Rock - Obi-Wan Kenobi - Finn Wolfhard – Stranger Things - Caleb McLaughlin – Stranger Things - Gaten Matarazzo – Stranger Things - Jerry Trainor – iCarly - Ewan McGregor – Obi-Wan Kenobi - Ralph Macchio – Cobra Kai - Jenna Ortega – Wednesday - Millie Bobby Brown – Stranger Things - Miranda Cosgrove – iCarly - Hilary Duff – How I Met Your Father - Sadie Sink – Stranger Things - Tracee Ellis Ross – Black-ish - MasterChef Junior - America’s Funniest Home Videos - America’s Got Talent - American Ninja Warrior - Der Boden ist Lava - The Masked Singer |

### Film
| - Sonic the Hedgehog 2 - Hocus Pocus 2 - Jurassic World: Ein neues Zeitalter - Black Panther: Wakanda Forever - Monster High: Der Film - Top Gun: Maverick - Black Adam - Avatar: The Way of Water - Dwayne Johnson – Black Adam - Jim Carrey – Sonic the Hedgehog 2 - Chris Hemsworth – Thor: Love and Thunder - Chris Pratt – Jurassic World: Ein neues Zeitalter - Ryan Reynolds – The Adam Project - Tom Cruise – Top Gun: Maverick - Millie Bobby Brown – Enola Holmes 2 - Sarah Jessica Parker – Hocus Pocus 2 - Natalie Portman – Thor: Love and Thunder - Elizabeth Olsen – Doctor Strange in the Multiverse of Madness - Lupita Nyong’o – Black Panther: Wakanda Forever - Letitia Wright – Black Panther: Wakanda Forever | - Minions – Auf der Suche nach dem Mini-Boss - Hotel Transsilvanien – Eine Monster Verwandlung - Die Gangster Gang - Rot - Lightyear - DC League of Super-Pets - Dwayne Johnson – DC League of Super-Pets - Steve Carell – Minions – Auf der Suche nach dem Mini-Boss - Chris Evans – Lightyear - Kevin Hart – DC League of Super-Pets - Andy Samberg – Chip und Chap: Die Retter des Rechts - Andy Samberg – Hotel Transsilvanien – Eine Monster Verwandlung - Selena Gomez – Hotel Transsilvanien – Eine Monster Verwandlung - Awkwafina – Die Gangster Gang - Salma Hayek – Der gestiefelte Kater: Der letzte Wunsch - Taraji P. Henson – Minions – Auf der Suche nach dem Mini-Boss - Sandra Oh – Rot - Keke Palmer – Lightyear |

### Musik
| - Taylor Swift - Rihanna - Lady Gaga - Adele - Billie Eilish - Cardi B - Beyoncé - Lizzo - Harry Styles - Post Malone - Justin Bieber - Ed Sheeran - The Weeknd - Drake - Bad Bunny - Kendrick Lamar - BTS - Imagine Dragons - OneRepublic - Black Eyed Peas - Panic! at the Disco - Paramore - 5 Seconds of Summer - Blackpink - As It Was – Harry Styles - About Damn Time – Lizzo - Anti-Hero – Taylor Swift - Lift Me Up – Rihanna - Bejeweled – Taylor Swift - Break My Soul – Beyoncé - I Ain’t Worried – OneRepublic - First Class – Jack Harlow - Sweetest Pie – Megan Thee Stallion & Dua Lipa - I Like You (A Happier Song) – Post Malone & Doja Cat - Stay With Me – Calvin Harris & Justin Timberlake & Halsey & Pharrell - Don’t You Worry – Black Eyed Peas & David Guetta & Shakira - Bam Bam – Camila Cabello & Ed Sheeran - Numb – Marshmello & Khalid | - Dove Cameron - Devon Cole - Lauren Spencer Smith - Gayle - Nicky Youre - Joji - Midnights (3am Edition) – Taylor Swift - Harry’s House – Harry Styles - Special – Lizzo - Dawn FM – The Weeknd - Renaissance – Beyoncé - God did – DJ Khaled - Bella Poarch - JoJo Siwa - That Girl Lay Lay - Dixie D’Amelio - Oliver Tree - Stephen Sanchez - Harry Styles (UK) - Blackpink (Asien) - Tones And I (Australien) - Bad Bunny (Lateinamerika) - Rosalía (Europa) - Wizkid (Afrika) - Taylor Swift (Nordamerika) |

### Sport
| - Serena Williams - Simone Biles - Naomi Osaka - Candace Parker - Venus Williams - Chloe Kim | - LeBron James - Tom Brady - Stephen Curry - Patrick Mahomes - Shaun White - Lionel Messi |

### Andere
| - MrBeast - Ryan’s World - Ninja - SeanDoesMagic - Austin Creed - Unspeakable - Charli D’Amelio - Addison Rae - Miranda Sings - Dixie D’Amelio - Kids Diana Show - Gracie’s Corner - Ninja Kidz TV - Ohana Adventure Family - The Royalty Family - The Bucket List Family - The Williams Family - FGTEEV | - Minecraft - Adopt Me! - Brookhaven - Mario + Rabbids Sparks of Hope - Just Dance 2023 - Pokémon Karmesin und Purpur - Olivia Benson Swift - Piggy Lou Bieber - Toulouse Grance - Dodger Evans - Gino Chopra Jonas - Noon Coleman - Harry Potter Buchreihe - Gregs Tagebuch Buchreihe - Captain Underpants Buchreihe - Five Nights at Freddy’s Buchreihe - The Bad Guys Buchreihe - Cat Kid Comic Club Buchreihe |

### Sonderpreis
Neben den gewöhnlichen Kids’ Choice Awards Kategorien, gab es in diesem Jahr einen Sonderpreis für den „King of Comedy Award“.
- Adam Sandler

### Deutschland, Österreich, Schweiz
Zusätzlich zu den US-amerikanischen Kategorien konnte man im deutschsprachigen Raum für deutschsprachige Kategorien abstimmen.
| - Lena - Leony - Mark Forster - Nico Santos - Tim Bendzko - Zoe Wees - Remedy – Leony - Eigentlich – LEA - Hausaufgaben – Deine Freunde - Life was a Beach – Lena - Julia Beautx - ItsLukasWhite - julesboringlife - Karim Jamal - Klaudia Giez - Twenty4Tim | - Jessie Bluegrey - Alles Ava - Helge Mark - Itsofficalmarco - Maria Ziffy - Nadine Breaty - Elevator Boys - Deutsche Fußballnationalmannschaft der Frauen - Die Schule der magischen Tiere Cast - Provinz - Spotlight Cast |